# Kanton Guingamp
Der Kanton Guingamp (bretonisch: Kanton Gwengamp) ist seit 1790 ein französischer Wahlkreis im Arrondissement Guingamp, im Département Côtes-d’Armor und in der Region Bretagne; sein Hauptort ist Guingamp.

## Lage
Der Kanton liegt im nordwestlichen Zentrum des Départements Côtes-d’Armor.

## Geschichte
Der Kanton entstand am 15. Februar 1790. Von 1793 bis 1801 zählte er sechs Gemeinden. 1801 bis 2015 gehörten acht Gemeinden zum Kanton Guingamp. Mit der Neuordnung der Kantone in Frankreich stieg die Zahl der Gemeinden 2015 auf 9. Die beiden bisherigen Gemeinden Coadout und Moustéru wechselten zum Kanton Callac. Nebst den sechs verbliebenen Gemeinden des alten Kantons Guingamp kamen zwei der elf Gemeinden des bisherigen Kantons Lanvollon und eine der sieben Gemeinden des Kantons Plouagat hinzu.

## Gemeinden

### Kanton Guingamp seit 2015
Der Kanton besteht aus neun Gemeinden mit insgesamt 26.649 Einwohnern (Stand: 1. Januar 2022) auf einer Gesamtfläche von 164,21 km²:
| Gemeinde            | Bretonisch         | Einwohner (2022) | Fläche (km²) | Code postal | Code Insee |
| ------------------- | ------------------ | ---------------- | ------------ | ----------- | ---------- |
| Goudelin            | Goudelin           | 1.716            | 22,98        | 22290       | 22065      |
| Grâces              | Gras-Gwengamp      | 2.588            | 14,07        | 22200       | 22067      |
| Guingamp            | Gwengamp           | 7.127            | 3,41         | 22200       | 22070      |
| Le Merzer           | Ar Merzher         | 974              | 12,63        | 22200       | 22150      |
| Pabu                | Pabu               | 2.769            | 7,83         | 22200       | 22161      |
| Plouisy             | Plouizi            | 2.013            | 23,63        | 22200       | 22223      |
| Ploumagoar          | Plouvagor          | 5.418            | 32,07        | 22970       | 22225      |
| Pommerit-le-Vicomte | Pañvrid-ar-Beskont | 1.842            | 33,03        | 22200       | 22248      |
| Saint-Agathon       | Sant-Eganton       | 2.202            | 14,56        | 22200       | 22272      |
| Kanton Guingamp     | Gwengamp           | 26.649           | 164,21       | -           | 2205       |

### Kanton Guingamp bis 2015
Der alte Kanton Guingamp umfasste acht Gemeinden auf einer Fläche von 119,59 km²: Coadout, Grâces, Guingamp (Hauptort), Moustéru, Pabu, Plouisy, Ploumagoar und Saint-Agathon.

### Bevölkerungsentwicklung des alten Kantons bis 2015
| 1962   | 1968   | 1975   | 1982   | 1990   | 1999   | 2006   | 2012   |
| ------ | ------ | ------ | ------ | ------ | ------ | ------ | ------ |
| 17.722 | 18.752 | 20.778 | 22.173 | 22.000 | 22.136 | 22.760 | 23.160 |

## Politik
Im 1. Wahlgang am 22. März 2015 erreichte keines der sechs Wahlpaare die absolute Mehrheit. Bei der Stichwahl am 29. März 2015 gewann das Gespann Laurence Corson/Yannick Kerlogot (beide Divers droite) gegen Pierre-Yves Conan/Francette Le Garff-Truhaud (beide PS) mit einem Stimmenanteil von 63,35 % (Wahlbeteiligung:53,17 %).
| Vertreter im conseil général des Départements | Vertreter im conseil général des Départements | Vertreter im conseil général des Départements |
| Amtszeit                                      | Name                                          | Partei                                        |
| --------------------------------------------- | --------------------------------------------- | --------------------------------------------- |
| 1964–1982                                     | François Leizour                              | PCF                                           |
| 1982–1988                                     | Yvon Le Merrer                                | PS                                            |
| 1988-2001                                     | Christian Le Verge                            | PCF                                           |
| 2001–Dez. 2005                                | Josette Horvais                               | PS                                            |
| Dez. 2005-Juni 2012                           | Annie Le Houérou                              | PS                                            |
| Juli 2012-2015                                | Didier Robert                                 | PS                                            |
| 2015–                                         | Laurence Corson Yannick Kerlogot              | DVD                                           |